# ارین نایلر
ارین نایلر (انگلیسی: Erin Nayler؛ زادهٔ ۱۷ آوریل ۱۹۹۲) بازیکن فوتبال اهل نیوزیلند است.
از باشگاه‌هایی که در آن بازی کرده‌است می‌توان به اسکای بلو اف‌سی و باشگاه فوتبال زنان المپیک لیون اشاره کرد.
وی همچنین در تیم‌های ملی فوتبال New Zealand women's national under-20 football team و زنان نیوزیلند بازی کرده‌است.